# Luhovský potok
Luhovský potok je pravostranný přítok Střely v Tepelské vrchovině v okrese Karlovy Vary.
Délka toku měří 11,3 km, plocha povodí činí 23,1 km².

## Průběh toku
Potok pramení v nadmořské výšce 655 metrů v lese jihovýchodně od Luhova, části města Toužim v okrese Karlovy Vary. Nejprve teče severozápadním směrem, u Luhova protéká soustavou tří rybníčků, z nich největší je Horní luhovký rybník. Jižním směrem pokračuje k Dolnímu luhovskému rybníku. Zde využíval vody potoka Luhovský mlýn, původně příslušenství zaniklého Luhovského dvora. Při hrázi Dolního luhovského mlýna roste mohutná památná lípa pojmenovaná jako Lípa u Hroníka. Potok podtéká železniční trať z Rakovníka do Bečova nad Teplou a neobydlenou krajinou přitéká k vesnici Radyně. Pod vesnicí dříve napájel již zaniklý Radyňský mlýn. Potok pokračuje jihovýchodním směrem, později jihozápadním, ke svému recipientu a mezi Lachovicemi a vodní nádrží Žlutice se zprava vlévá do Střely.